# Михайловка (Прокопьевский район)
Миха́йловка — село в Прокопьевском районе Кемеровской области. Является административным центром Михайловского сельского поселения.

## Общие сведения
Основано 29 июня 1908 года переселенцами-чувашами из Казанской губернии. Во время Войны многие из жителей Михайловки ушли на фронт. Входит в Михайловское сельское поселение Прокопьевского района. В селе находится храм Архистратига Михаила. В храме хранятся книги на чувашском языке, подаренные митрополитом Савватием.

## География
Центральная часть населённого пункта расположена на высоте 381 метров над уровнем моря. Расстояние до Прокопьевска −60 км, до посёлка Трудармейский — 15 км.

## Население
По данным Всероссийской переписи населения 2010 года, в селе Михайловка проживает 573 человека (288 мужчин, 285 женщин).

## Экономика
- ООО Михайловское СХП

## Люди связанные с селом
- Гаршина, Анастасия Васильевна (1925—2018) — советская и российская театральная актриса, народная артистка РСФСР.